# Roger W. Sperry
Roger Wolcott Sperry, född 
20 augusti 1913 i Hartford, Hartford County, Connecticut , död 17 april 1994 i Pasadena, Los Angeles County, Kalifornien, var en amerikansk neurovetenskaplig forskare som belönades med Nobelpriset i fysiologi eller medicin 1981, för sina upptäckter om att hjärnans olika halvor har olika funktioner, genom att studera patienter som hade fått sin corpus callosum, (hjärnbalken), förbindelsen mellan hjärnhalvorna avskuren under operation. En operationsteknik som corpus callosotomy som utförts på personer med epilepsi.
1979 tilldelades han Albert Lasker Basic Medical Research Award. 1979 tilldelades han också Wolfpriset i medicin tillsammans med Arvid Carlsson och Oleh Hornykiewicz.